# Henri de Beaumont (1er comte de Warwick)
Pour les articles homonymes, voir Henri de Beaumont.
Henri de Beaumont ou Henri de Neubourg († 20 juin 1119), 1er comte de Warwick, fut un baron anglo-normand important du règne de Guillaume le Roux († 1100), puis du règne d'Henri Ier d'Angleterre, dont il aida à sécuriser le trône.

## Biographie
Il est le plus jeune fils de Roger de Beaumont († 1094), seigneur de Beaumont et de Pont-Audemer, et d'Adeline, fille de Galéran III, comte de Meulan. Avant 1100, il épouse Margaret, la fille de Geoffroy II, comte du Perche.
Il apparaît à la cour ducale pour la première fois peu avant 1066, alors qu'il doit être un jeune adulte. Il est possible qu'il participe à la conquête normande de l'Angleterre, mais il n'y en a aucune preuve. D'après Orderic Vital, Guillaume le Conquérant lui confie le château de Warwick, qui vient d'être construit, durant la campagne de dévastation du nord de l'Angleterre (1069-1070). Cette affirmation de Vital, qui n'est pas contemporain de l'événement, ne peut être corroborée, et il se peut tout simplement que celui-ci extrapole sachant que Henri de Beaumont reçoit plus tard le titre de comte de Warwick. En tout cas, il ne tient pas le château en 1086, car son nom n'est pas présent dans le Domesday Book.
Il est plus probable qu'il passe la majeure partie des années 1060 et 1070 en France. Il apparaît à la cour du Conquérant dans les années 1070, sans que l'on sache si c'est en Normandie ou en Angleterre. Au début des années 1080, il rencontre Guillaume le Roux, le deuxième fils survivant du Conquérant, et devient un de ses proches amis. Cette amitié lui assure la prospérité quand celui-ci devient roi d'Angleterre en 1087.
Henri de Beaumont est l'un des principaux soutiens du roi, peu après son accession au trône en 1088, quand les principaux barons du royaume se rebellent afin de réunir le duché et le royaume sous le gouvernement de Robert Courteheuse. Pour récompenser la fidélité de son ami, Guillaume le Roux le créé comte de Warwick, probablement à l'été 1088. Le roi est particulièrement généreux, et lui donne la plupart du Rutland et une bonne part des anciennes possessions de Roger de Breteuil, l'ex-comte d'Hereford (confisquées en 1075). Il lui donne encore beaucoup d'autres domaines royaux, notamment dans le bourg de Warwick. Curieusement, la majorité des domaines qu'il reçoit sont des terres du Warwickshire et du sud du Leicestershire que son frère aîné Robert, comte de Meulan avait reçues du temps du Conquérant. Il est alors possible que leur père ait servi d'arbitre dans ce partage. C'est aussi probablement grâce à son père qu'il reçoit une portion du domaine familial en Normandie, l'honneur et la forêt du Neubourg.
Henri de Beaumont joue, d'après Guillaume de Malmesbury, un rôle important dans l'accession d'Henri Ier en 1100. C'est grâce à son soutien et à celui de son frère Robert qu'Henri arrive à s'imposer comme roi lors du débarquement en Angleterre de Robert Courteheuse en 1101. Il bénéficie d'un retour de faveur du roi en 1107 quand il reçoit la seigneurie du sud des marches galloises de Gower. Il est présent à la cour royale au moins jusqu'en 1115, mais il est probable qu'ensuite sa santé déclinante l'oblige à rester dans le Warwickshire. Vers 1118, il quitte l'Angleterre et entre dans l'abbaye familiale de Saint-Pierre de Préaux. Il s'y fait moine et y meurt le 20 juin 1119. Il est inhumé dans la salle capitulaire de l'abbaye. Son fils aîné Roger lui succède dans ses terres anglaises, et son cadet Robert dans ses possessions normandes. Guillaume de Malmesbury le décrit comme « un homme honnête et de grande vertu ».
Il fut un bienfaiteur de plusieurs abbayes normandes et le prieuré augustin du Saint-Sépulcre de Warwick le considère comme son fondateur.

## Famille et descendance
Avant 1100, il épouse Margaret, la fille de Geoffroy II, comte du Perche. Sa femme lui survit au moins jusqu'en 1156. Ils ont pour descendance connue :
- Roger († 1153), 2e comte de Warwick ;
- Robert de Neubourg († 1159), sénéchal en chef et gouverneur de la Normandie sous Henri II. Il hérite de l'honneur normand de son père, et épouse Godehilde de Tosny ;
- Rotrou de Warwick († 1183), plus tard évêque d'Évreux puis archevêque de Rouen. Sénéchal et gouverneur de la Normandie ;
- Geoffrey ;
- Henri de Gower.

### Sources
- David Crouch, « Beaumont, Henry de, first earl of Warwick (d. 1119) », dans Oxford Dictionary of National Biography, Oxford University Press, 2004. Accédé en décembre 2008.
- Earls of Warwick sur Medieval Fondation.